# Odjeljak (taksonomija)
Odjeljak za što se koristi i stručni izraz divizija ili phylum je hijerarhijska stepenica biološke sistematike u botanici, mikologiji i mikrobiologiji. Dalje se dijeli na pododjeljke. Tako se u odjeljke dijele biljke i gljive.
Odjeljak je takson koji je smješten između carstva i razreda.
U zoologiji odgovarajući takson se naziva koljeno ili phylum. U nekim zoološkim sistematikama izraz odjeljak koristi se kao takson između carstva  (regnum) i koljena (philum). Tako se, na primjer, koristi za razgraničenje bilateralnih životinja unutar metazoa. 